# 富澤信雄
富澤信雄（日语：富沢 信雄，1951年12月26日—），日本資深男性動畫師、動畫導演。動畫公司Telecom Animation Film所屬動畫師兼董事。
代表作是擔任導演的《無敵看板娘》、《二十面相少女》。

## 人物簡介
富澤從1970年代參加動畫公司日本動畫公司的作品開始，與同行宮崎駿、大塚康生、高畑勳等人認識。在那之後4個人一起參加過《未來少年柯南》、《魯邦三世：卡里奧斯特羅之城》等作品的製作。
1979年，富澤加入另一間動畫公司Telecom Animation Film（以下簡稱Telecom）任職，並提攜過《魯邦三世 (TV第2系列)》《小麻煩千惠》等作品。1984年播出的電視動畫《名偵探福爾摩斯》在導演宮崎駿的門下接受成為演出家的訓練。其後從Telecom離職，但仍以Telecom為活動據點繼續參加該公司製作作品的演出及導演工作。

## 主要參加作品

### 電視動畫
- 阿爾卑斯山的少女（1974年，動畫）
- 法蘭德斯之犬（1975年，動畫）
- 尋母三千里（1976年，動畫檢查）
- 小浣熊（1977年，動畫檢查）
- 未來少年柯南（1978年，原畫）
- 清秀佳人（1979年，原畫）
- 魯邦三世 (TV第2系列)（日语：ルパン三世 (TV第2シリーズ)）（1977年－1980年，原畫）
- 小麻煩千惠（1981年，原畫）
- 名偵探福爾摩斯（1984年－1985年，演出助手）
- Cybersix（日语：サイバーシックス）（1997年－1998年）
- 浮游泉大冒險（2002年，分鏡、演出）
- 迷糊天使（2002年，演出）
- 第一神拳 Champion Road（2003年，原畫）
- 星球流浪記（2003年－2004年，分鏡、演出）
- 雙戀（2004年，導演）
- 藍色潮痕（日语：タイドライン・ブルー）（2005年，分鏡、演出）
- 無敵看板娘（2006年，導演）
- 魯邦三世：霧之謎（日语：ルパン三世 霧のエリューシヴ）（2007年，分鏡）
- 二十面相少女（2008年，導演[1]）
- 浪漫追星社（2009年，分鏡）
- 變身！公主偶像（2010年，助理導演[注 1]、分鏡、演出）
- 農大菌物語Returns（2012年，演出）
- Aikatsu！偶像活動！（2012年，演出）
- 神奇寶貝XY（2014年，分鏡）
- 魯邦三世 (2015年系列)（2015年，演出）
- orange橘色奇蹟（2016年，演出）
- TRICKSTER -來自江戶川亂步「少年偵探團」-（日语：TRICKSTER -江戸川乱歩「少年探偵団」より-）（2016年，分鏡）
- 鎖鏈戰記 ～赫克瑟塔斯之光～（2017年，分鏡、演出）
- 付喪神出租中（2018年，分鏡）

### OVA
- 奇兵大冒險 風之塔（1991年，原畫）
- 魔法護士小麥（2002年，原畫）
- 戰鬥妖精雪風（2003年，原畫）

### 電影動畫
- 魯邦三世：卡里奧斯特羅之城（1979年，原畫）
- 魯邦三世：風魔一族的陰謀（1987年，演出補、分鏡）
- （1989年）
- 平成狸合戰（1994年，原畫）
- 魯邦三世：去死吧！諾斯特拉達穆斯（日语：ルパン三世 くたばれ!ノストラダムス）（1995年，分鏡、形象構圖／Imageboard、演出）
- 名偵探柯南：第十四號獵物（1998年，原畫）
- WXIII 機動警察（2001年，原畫）
- NITABOH 仁太坊-津輕三味線始祖外聞（日语：NITABOH 仁太坊-津軽三味線始祖外聞）（2004年，作畫監督[2]）
- 勇者物語（2006年，原畫）
- 琴之森（2007年，分鏡）
- 名偵探柯南：天空的遇難船（2010年，原畫）

## 腳註

## 相關項目
- Telecom Animation Film（日语：テレコム・アニメーションフィルム）
- 日本動畫公司
- 吉卜力工作室
- 宮崎駿
- 大塚康生
- 友永和秀
- 田中敦子（日语：田中敦子 (アニメーター)）